# Tony Leighton
Anthony Leighton (27 tháng 11 năm 1939 - 4 tháng 4 năm 1978) là một cầu thủ bóng đá thi đấu ở vị trí tiền đạo cho nhiều câu lạc bộ ở Yorkshire.
Sinh ra ở Leeds, Leighton thi đấu cho Doncaster Rovers, Barnsley, Huddersfield Town và Bradford City.
Ông dẫn dắt Bradford Park Avenue từ tháng 12 năm 1970 đến tháng 10 năm 1973.
Leighton mất vào tháng 4 năm 1978, aged 38.